# دنيس فرنسيس
دنيس فرنسيس (بالإنجليزية: Dennis Francis)‏ هو رسام توضيحي أمريكي، ولد في 1 فبراير 1957 في كينغستون في جامايكا.

## وصلات خارجية
- الموقع الرسمي